# Lysianopsis holmesi
Lysianopsis holmesi är en kräftdjursart. Lysianopsis holmesi ingår i släktet Lysianopsis och familjen Lysianassidae. Inga underarter finns listade i Catalogue of Life.